# Anaea phidile
Anaea phidile är en fjärilsart som beskrevs av Jacob Hübner 1837. Anaea phidile ingår i släktet Anaea och familjen praktfjärilar. Inga underarter finns listade i Catalogue of Life.